# Filippo Maria Battaglia
Filippo Maria Battaglia (Palermo, 14 giugno 1984) è un giornalista, saggista e consulente editoriale italiano.

## Biografia
Consegue la laurea all’Università Cattolica di Milano (facoltà di Giurisprudenza), dopo il diploma al Liceo Classico di Termini Imerese (Palermo).

### Editoria
Dal 2005 al 2012 ha collaborato come consulente editoriale prima per una fondazione milanese, poi per la Piergiorgio Nicolazzini literary agency e infine per la casa editrice Mursia, per la quale, oltre a svolgere l'attività di editor, ha ideato e curato la collana “Inchiostri”, dedicata al giornalismo.
Ha fondato e diretto Gli Apoti, una rivista quadrimestrale di letteratura, storia, arte e politica.

### Giornalismo
Ha iniziato a scrivere sui giornali nel 2001, collaborando a L’Ora e al Giornale di Sicilia. Successivamente, ha scritto per le pagine culturali di diversi quotidiani e periodici, tra cui Il Foglio, A-Anna, Panorama, Il Riformista, Il Giornale, La Repubblica-Palermo, Liberal, L’Indice dei libri del mese, L’Indipendente.
Dal 2010 al 2022 ha fatto parte della redazione di Sky, gestendo il coordinamento e la pianificazione dei contenuti online di SkyTg24.
Dal 2020, sempre per Sky Tg24, cura una rubrica di libri, "Incipit", e il podcast "Tra le righe".

### Altre attività
Nel 2015 ha organizzato con Paolo Zanini un laboratorio di storia contemporanea alla facoltà di Scienze Politiche dell’Università degli studi di Milano sulla contestazione della “Repubblica dei partiti” nell’opinione pubblica italiana.

### Vita privata
Vive a Milano dal 2002.

## Opere
- Filippo Maria Battaglia, Alberto Giuffrè, A sua insaputa. Autobiografia non autorizzata della Seconda Repubblica, Castelvecchi, 2013,  p. 128, ISBN 978-88-761-5862-9.
- I sommersi e i dannati. La scrittura dispersa e dimenticata nel Novecento italiano, Otto/Novecento, 2013,  p. 118, ISBN 978-88-877-3442-3.
- Lei non sa chi ero io! La nascita della Casta in Italia, Bollati Boringhieri, 2014,  p. 73, ISBN 978-88-339-2584-4.
- Stai zitta e va' in cucina. Breve storia del maschilismo in politica da Togliatti a Grillo, Bollati Boringhieri, 2015,  p. 116, ISBN 978-88-339-2806-7.
- Filippo Maria Battaglia e Paolo Volterra, Bisogna saper perdere. Sconfitte, congiure e tradimenti in politica da De Gasperi a Renzi, Bollati Boringhieri, 2016,  p. 162, ISBN 978-88-339-2806-7.
- Ho molti amici gay. La crociata omofoba della politica italiana, Bollati Boringhieri, 2017,  p. 126, ISBN 978-88-339-2839-5.
- Nonostante tutte, Einaudi, 2022, pp. 184

## Curatele
- AA.VV., Professione reporter. Il giornalismo d'inchiesta nell'Italia del dopoguerra, a cura di Filippo Maria Battaglia e Beppe Benvenuto, BUR Biblioteca Univ. Rizzoli, 2008,  p. 649, ISBN 978-88-1702-632-1.
- Silvio Bertoldi, Gli arricchiti all'ombra di Palazzo Venezia, Ugo Mursia Editore, 2009,  p. 72, ISBN 978-88-425-4338-1.
- François-René de Chateaubriand, Le avventure dell'ultimo degli Abenceragi, Ugo Mursia Editore, 2009,  p. 96, ISBN 978-88-425-4418-0.
- Fortebraccio (Mario Melloni), Facce da schiaffi. Corsivi al vetriolo di un comunista impenitente, a cura di Filippo Maria Battaglia e Beppe Benvenuto, BUR Biblioteca Univ. Rizzoli, 2009,  p. 296, ISBN 978-88-170-3574-3.
- AA.VV., Scusi, lei si sente italiano?, a cura di Filippo Maria Battaglia e Paolo Di Paolo, Laterza, 2010,  p. 204, ISBN 978-88-420-9461-6.